# سيرغي إيغناشيفيتش

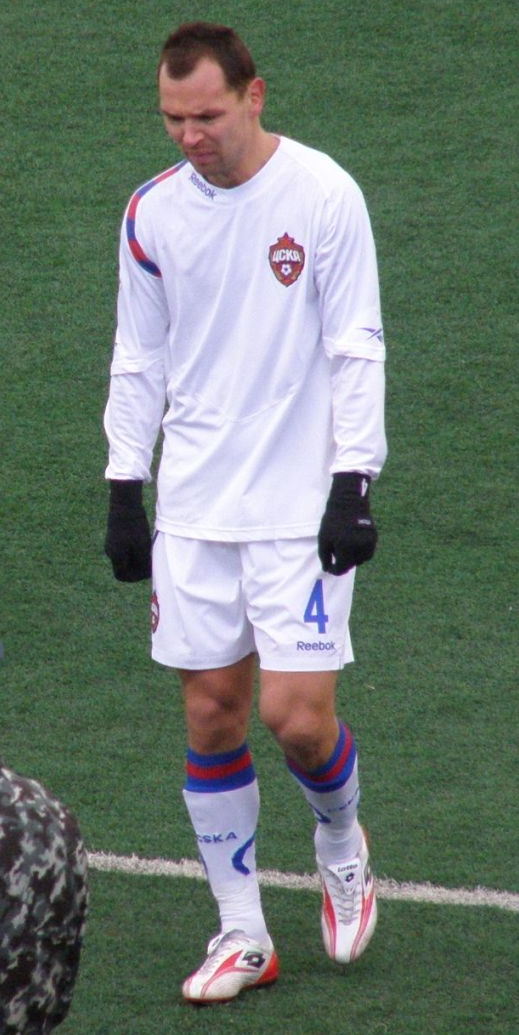
سيرجي إيغناشيفيتش

سيرجي إيغناشيفيتش (بالروسية: Сергей Николаевич Игнашевич)‏ ، من مواليد 14 يوليو 1979 في موسكو في روسيا، مدرب كرة قدم روسي ولاعب سابق.
لعب مع نادي سيسكا موسكو منذ عام 2004 وحتى 2018.
بدأ باللعب مع منتخب روسيا لكرة القدم في عام 2002.

## روابط خارجية
- سيرغي إيغناشيفيتش على موقع الاتحاد الدولي (مؤرشف)  (الإنجليزية)
- سيرغي إيغناشيفيتش على موقع الاتحاد الأوربي (الإنجليزية)
- سيرغي إيغناشيفيتش على موقع قاعدة بيانات كرة القدم.إي يو (الإنجليزية)
- سيرغي إيغناشيفيتش على موقع ناشيونال فوتبول تيمز (الإنجليزية)
- سيرغي إيغناشيفيتش على موقع Soccerbase.com (لاعب) (الإنجليزية)
- سيرغي إيغناشيفيتش على موقع Soccerway.com (الإنجليزية)
- سيرغي إيغناشيفيتش على موقع عالم كرة القدم.نت (الإنجليزية)
- سيرغي إيغناشيفيتش على موقع AS.com (الإسبانية)